# Romainmôtier
Romainmôtier (toponimo francese) è una frazione del comune svizzero di Romainmôtier-Envy, nel Canton Vaud (distretto del Jura-Nord vaudois).

## Storia

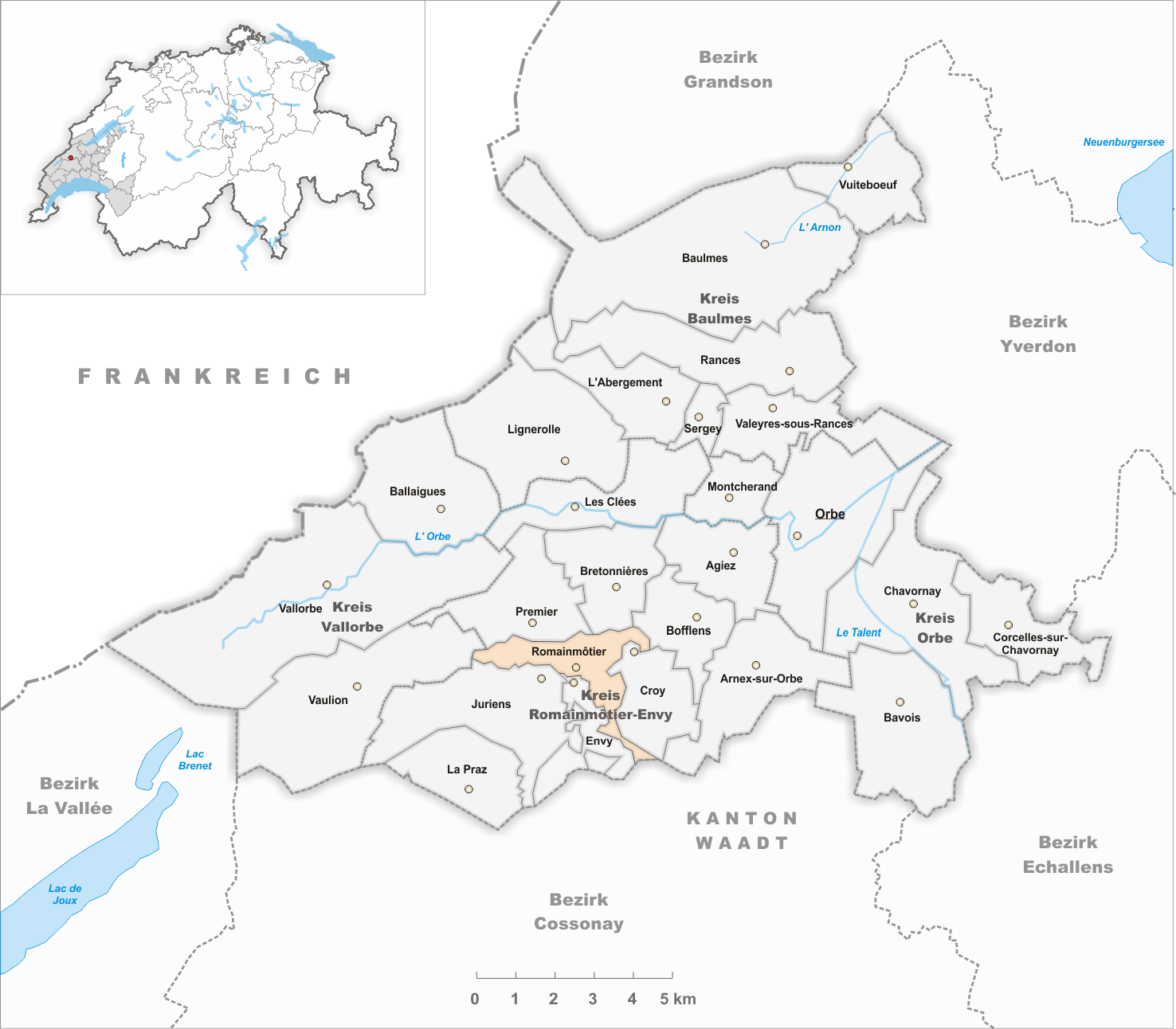
Il territorio del comune di Romainmôtier prima degli accorpamenti comunali del 1970

Già comune autonomo che apparteneva al distretto di Orbe, nel 1970 è stato accorpato all'altro comune soppresso di Envy per formare il nuovo comune di Romainmôtier-Envy, del quale Romainmôtier è il capoluogo.

### Simboli
Questo era lo stemma dell'abbazia cluniacense di Romainmôtier. La chiave e la spada sono gli attributi dei santi Pietro e Paolo a cui l'abbazia era intitolata.

## Monumenti e luoghi d'interesse

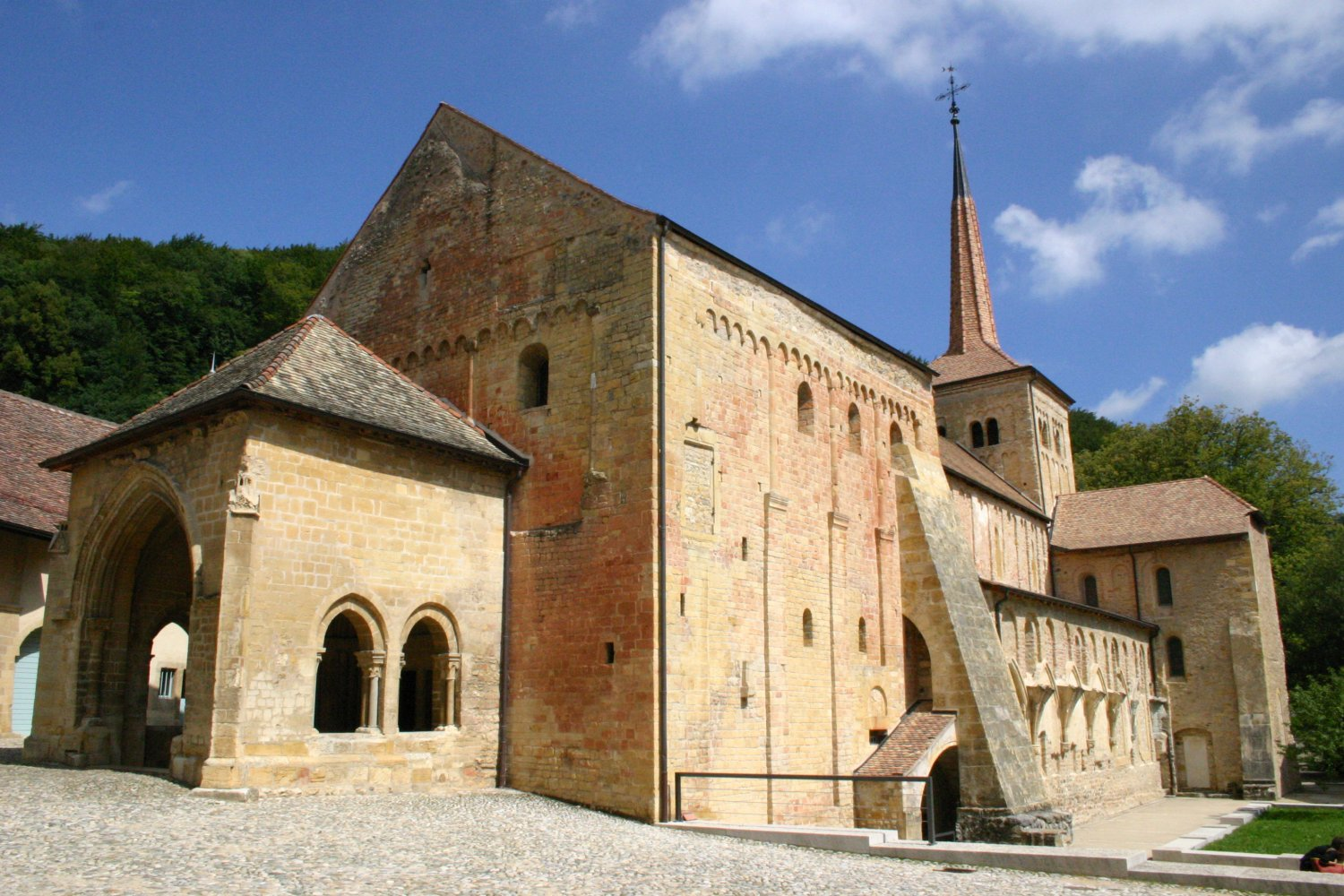
L'abbazia di SS. Pietro e Paolo di Romainmôtier

- Abbazia di SS. Pietro e Paolo di Romainmôtier, attestata dal VII secolo[3].

## Società

### Evoluzione demografica
L'evoluzione demografica è riportata nella seguente tabella:
Abitanti censiti

## Infrastrutture e trasporti
Romainmôtier è servito dalla stazione di Croy-Romainmôtier, sulla ferrovia Losanna-Vallorbe.

## Amministrazione
Ogni famiglia originaria del luogo fa parte del cosiddetto comune patriziale e ha la responsabilità della manutenzione di ogni bene ricadente all'interno dei confini della frazione.